# Storena graeffei
Storena graeffei är en spindelart som först beskrevs av Ludwig Carl Christian Koch 1866.  Storena graeffei ingår i släktet Storena och familjen Zodariidae.
Artens utbredningsområde är New South Wales. Inga underarter finns listade i Catalogue of Life.